# Poggio (Marciana)
Pour les articles homonymes, voir Poggio.
Poggio est une frazione de la commune de Marciana sur l'île d'Elbe, dans la province de Livourne en Toscane,.

## Géographie
Le hameau est situé à 330 m d'altitude sur un contrefort du Mont Capanne, surplombant la Mer Tyrrhénienne. Il est entouré de bois de châtaigniers, de chênes verts, de charmes noirs et de houx qui s'étendent jusqu'aux rejets de granodiorite de la montagne.

## Histoire

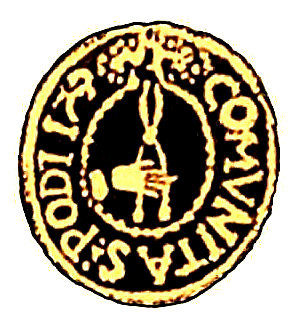
Les armoiries fractionnaires dans un sceau (1775) de la Comunitas Podii. La main avec les pinces fait allusion aux anciens processus de réduction du fer.

Un oppidum d'époque étrusque se trouvait probablement sur le même site que la ville actuelle, comme en témoigne la découverte (1899) de quatre tombes avec des poteries des VIe et IVe siècles av. J.-C. et une fibule du VIIe siècle av. J.-C.
La première attestation écrite de Poggio remonte à 1377, dans une supplication écrite en latin avec laquelle les habitants se tournaient vers la république de Pise pour obtenir un allégement fiscal, car la ville était « in loco silvestri et stérile ». Au Moyen Âge, Poggio a adopté la structure cochlidienne caractéristique, avec des ruelles transversales étroites, deux portes d'accès avec des maisons-tours et de petits enclos pour les déchets organiques. Dans les documents médiévaux, Poggio est signalé comme Podium Marciane. Ses habitants s'appellent eux-mêmes pogginchi (dans le dialecte local pucinchi), une dérivation de Podii incola (du latin incola, habitant).
Au cours du XVIIIe siècle, des transformations majeures ont eu lieu dans le tissu urbain de la ville, notamment avec l'agrandissement des deux églises de San Niccolò et San Defendente. En 1814, Poggio fut souvent fréquenté par Napoléon Bonaparte lors de son exil à l'île d'Elbe. La ville fut visitée en 1898 par le peintre Telemaco Signorini qui l'immortalisa dans de nombreuses toiles. Plus tard, par le peintre Giuseppe Mazzei qui a représenté quelques vues de la ville et du Mont Capanne.

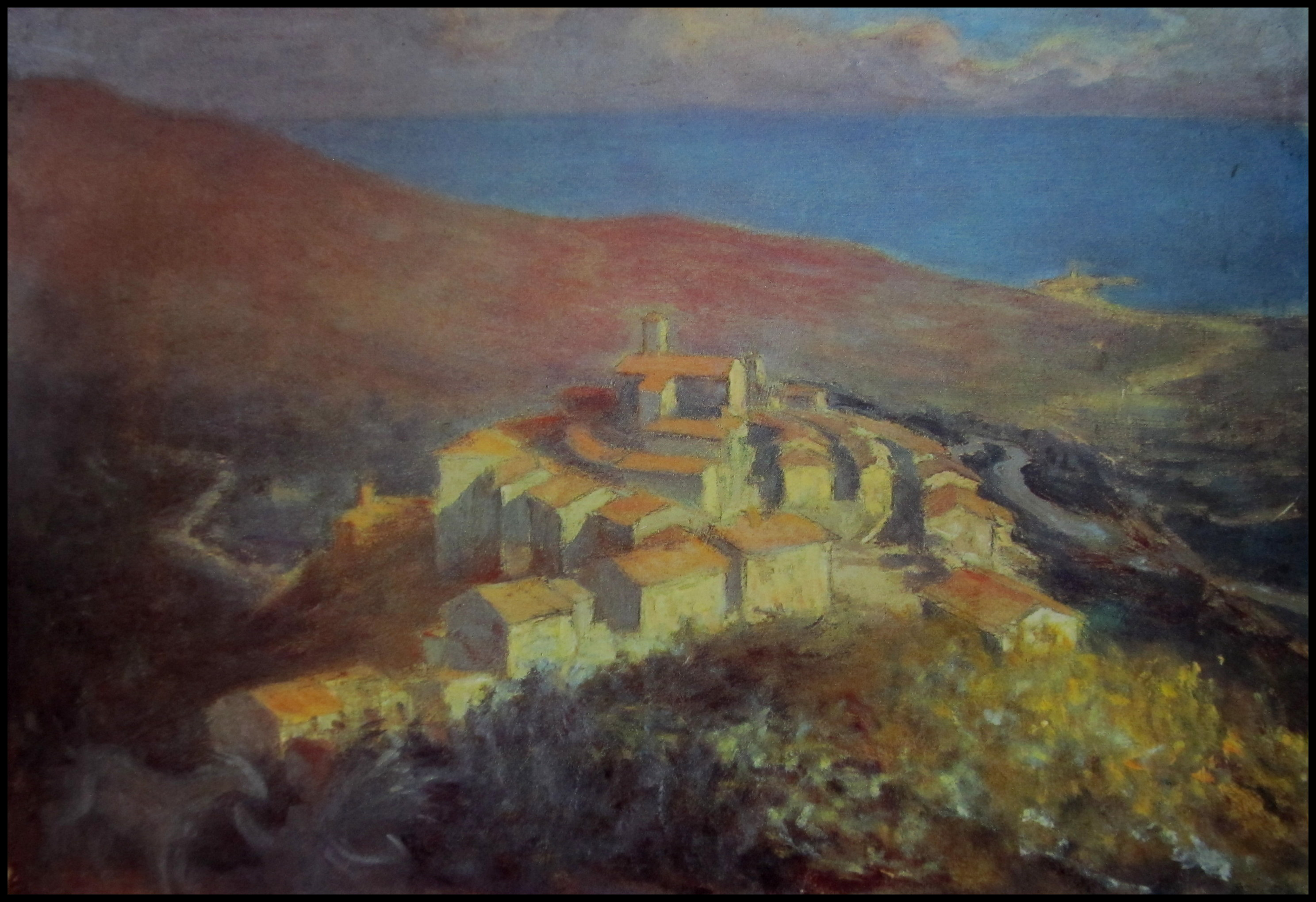
Poggio dans un tableau de Giuseppe Mazzei.

En 1899, conçue par l'architecte Adolfo Coppedè, une grande villa fut construite pour l'honorable Pilade Del Buono (it).
Le 20 novembre 1943, Poggio fut touché par une rafle (qui impliquait également les villes de Marciana, Sant'Andrea et San Piero in Campo) organisée par la Wehrmacht, au cours de laquelle Ernestina Paolini, une fillette de dix ans, fut accidentellement tuée.
À partir de 1947, Poggio est devenu un lieu de villégiature international ; parmi les invités de la luxueuse Villa del Buono (it), dont le propriétaire était l'entrepreneur Giuseppe Caccio, se trouvaient Winston Churchill, Wallis Simpson, Édouard VIII, Ingrid Bergman et Giorgio De Chirico. Ce dernier, en vacances à Poggio en août 1949, décide de se construire un logement dans une ruine de la ville et l'appelle symboliquement Fort Pelio, en référence au mythe des Argonautes. Giuseppe Caccio, à partir de 1947, achète quelques maisons du village, avec l'intention de créer une « ville hôtelière » futuriste inspirée de l'époque napoléonienne : la Casetta Drouot (it), la Casetta Bertrand et d'autres.
En octobre 1963, dans la zone de Cataste, commença la démolition d'une partie importante des bâtiments datant du XVIIIe siècle, motivée par l'élargissement de la route provinciale. En 1964, un viaduc a été construit pour permettre à la route provinciale elle-même d'éviter un virage serré et inconfortable. L'achèvement des maisons sociales construites dans le secteur sud-est de la ville remonte à 1967, construites pour accueillir les familles dont les maisons avaient été démolies en raison de l'élargissement de la route provinciale.
Les deux sculptures Okeanos et Dionysos de Giò Pomodoro datent de 1996, réalisées en granodiorite locale.

## Monuments et lieux d'intérêt
- Molino del Ciocco (XVIe siècle)
- Cassetta Drouot (XVIIIe siècle)
- Villa Del Buono (1899)
- Museo etnografico Casalino del Castagno (it)
- Accademia del Bello (it), musée d'art figuratif

### Sites archéologiques
- Villages protohistoriques du Mont Capanne :
  - Crino delle Puntate
  - Crino di Montecristo[3]
  - Monte Maolo
  - Calanche (Poggio), le village le plus haut (900 m)

### Lieux napoléoniens
À une courte distance de la ville se trouvent deux lieux liés à la présence de l'empereur Napoléon Bonaparte en 1814. La Fonte di Napoleone (it), anciennement appelée Fonte dell'Acquaviva, et la toute proche Piazzetta di Napoleone, ainsi appelée depuis au moins 1830 et caractérisée par la présence d'un siège en granodiorite grossière sur lequel Bonaparte s'asseyait traditionnellement. En 1909, il fut enlevé par le voyageur Rodman Wanamaker pour être transporté, avec d'autres reliques napoléoniennes, aux États-Unis. Une pierre tombale mesurant environ 70 × 70 centimètres en marbre de Carrare, remémore l'événement :

« Cette pierre a été placée ici / par M. Rodman Wanamaker. / Elle a remplacé celle en granit / sur laquelle était assis Napoléon Ier / lorsqu'il arrivait sur la Piazzetta qui / porte aujourd'hui son nom et qui fut / retirée d'ici le 4 octobre 1909 / et transportée aux États-Unis d'Amérique / par l'expédition scientifique / commandé par M. Wanamaker susmentionné. »

## Galerie

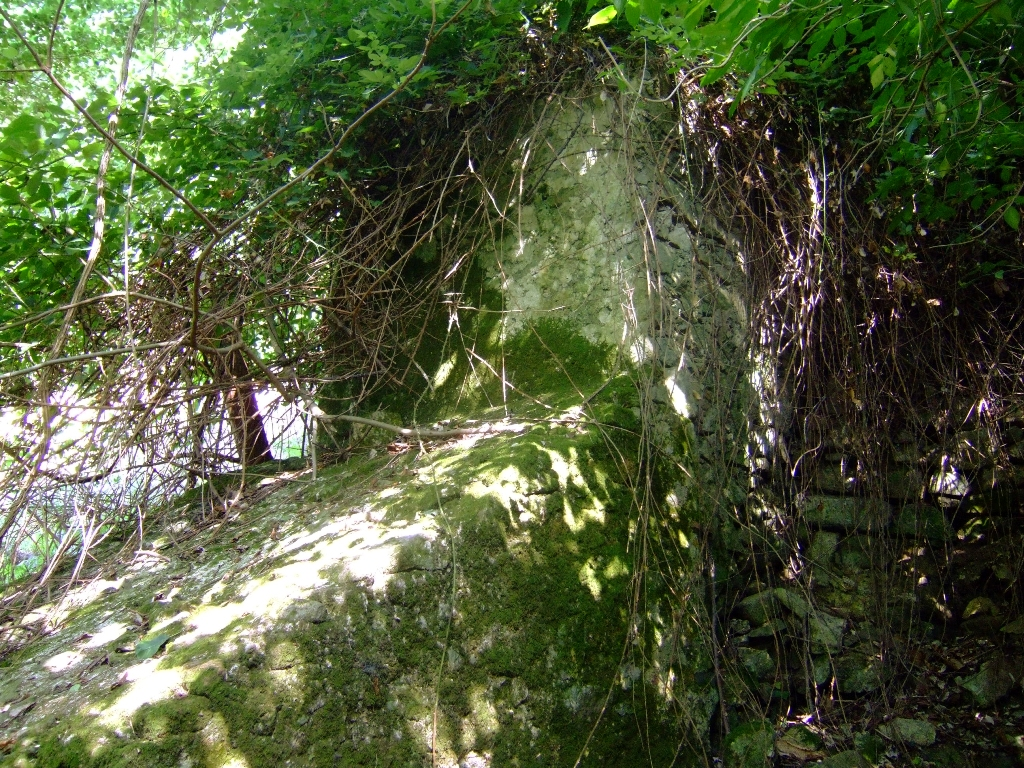
Molino del Ciocco.
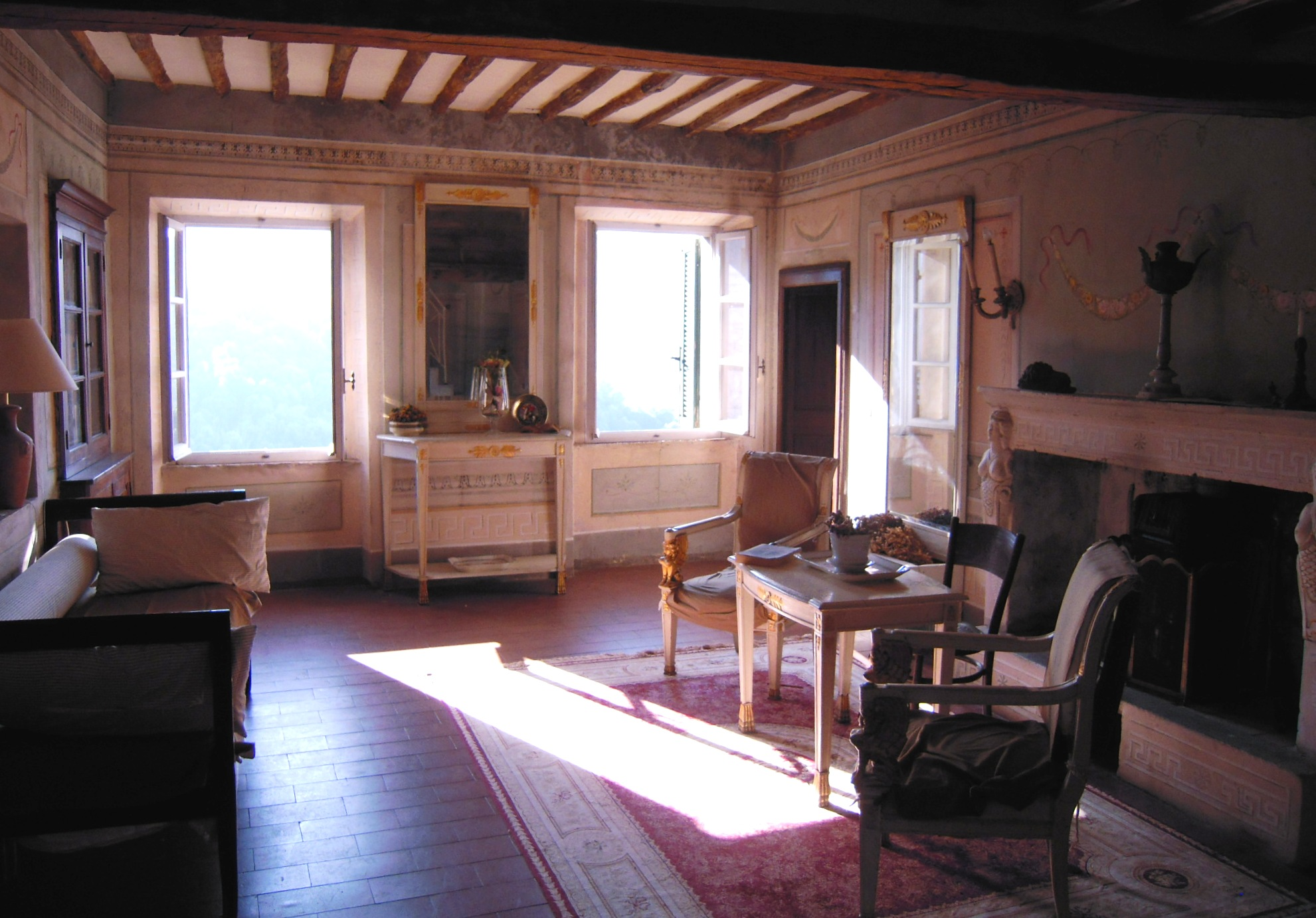
La Cassetta Drouot.
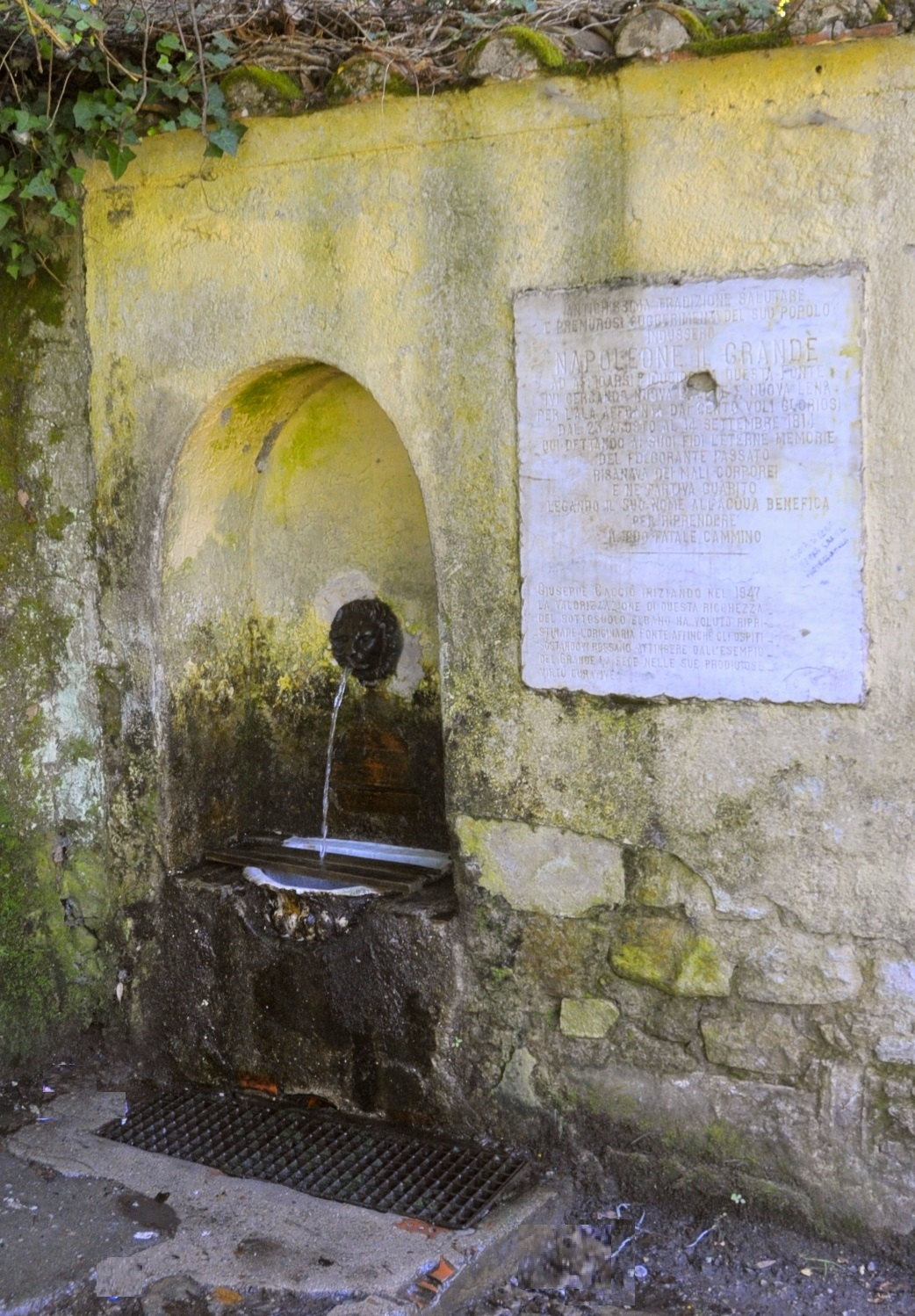
La Fonte Napoleone.
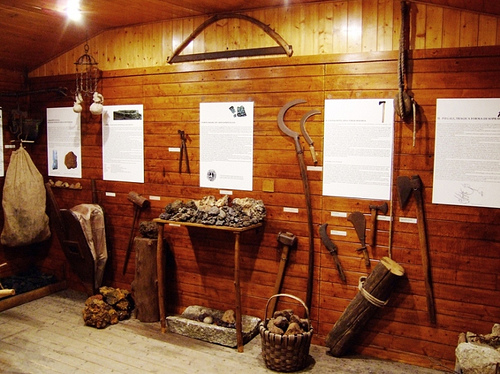
Musèe ethnographique Casalino del Castagno.